# Premio Iris (Canadá)
El premio Iris son unos galardones cinematográficos anuales que premian lo mejor del cine, fundamentalmente francófono, producido en la región canadiense de Quebec.

## Historia
Celebrados por vez primera en 1999, los premios reconocen en diferentes categorías las mejores películas, interpretaciones y guiones, además de las categorías que premian los diferentes aspectos técnicos. Hasta 2016, fueron conocidos como Premio Jutra (Prix Jutra) en memoria del director quebequense Claude Jutra, pero tras hacerse público su vinculación con varios casos de pederastia, Quebec Cinema, el organismo que organiza los premios, decidió dejar de utilizar el nombre de Jutra para designar sus galardones anuales. Los premios de 2016 se entregaron bajo en nombre provisional de Premios Quebec Cinema, pendientes todavía de resolver la nueva denominación, que fue finalmente anunciada en el mes de octubre.
El trofeo fue creado por el escultor Charles Daudelin.

## Palmarés en las principales categorías

### Mejor película
- 1999: El violín rojo de François Girard
- 2000: Post Mortem de Louis Bélanger
- 2001: Maelström de Denis Villeneuve
- 2002: Un crabe dans la tête de André Turpin
- 2003: Québec-Montréal de Ricardo Trogi
- 2004: Las invasiones bárbaras de Denys Arcand
- 2005: Looking for Alexander de Francis Leclerc
- 2006: C.R.A.Z.Y. de Jean-Marc Vallée
- 2007: Congorama de Philippe Falardeau
- 2008: Continental, a Film Without Guns de Stéphane Lafleur
- 2009: Ce qu'il faut pour vivre de Benoît Pilon
- 2010: J'ai tué ma mère de Xavier Dolan
- 2011: Incendies de Denis Villeneuve
- 2012: Profesor Lazhar de Philippe Falardeau
- 2013: War Witch de Kim Nguyen
- 2014: Louis Cyr de Daniel Roby
- 2015: Mommy de Xavier Dolan
- 2016: La passion d'Augustine de Léa Pool
- 2017: Juste la fin du monde de Xavier Dolan

[actualizar]

### Mayor éxito internacional (fuera de Quebec)
Entregados desde 2000.
- 2000: Emporte-moi de Léa Pool
- 2001: Possible Worlds de Robert Lepage
- 2002: Maelström de Denis Villeneuve y Lost and Delirious de Léa Pool
- 2003: La Turbulence des fluides de Manon Briand
- 2004: Las invasiones bárbaras de Denys Arcand
- 2005: Las invasiones bárbaras de Denys Arcand
- 2006: C.R.A.Z.Y. de Jean-Marc Vallée
- 2007: C.R.A.Z.Y. de Jean-Marc Vallée
- 2008: Bon Cop, Bad Cop de Kevin Tierney
- 2009: Maman est chez le coiffeur de Léa Pool
- 2010: J'ai tué ma mère de Xavier Dolan
- 2011: Los amores imaginarios de Xavier Dolan
- 2012: Incendies de Denis Villeneuve
- 2013: Profesor Lazhar de Philippe Falardeau
- 2014: Gabrielle de Louise Archambault
- 2015: Mommy de Xavier Dolan
- 2016: Félix et Meira
- 2017: Juste la fin du monde de Xavier Dolan

[actualizar]

### Película con mejor taquilla
El premio a la película más taquillera se concedió hasta 2017, año en el que fue sustituido por el premio del público, entregado tras una votación entre la audiencia.
- 2001: La Vie après l'amour de Gabriel Pelletier
- 2002: Les Boys III de Louis Saïa
- 2003: Séraphin: Heart of Stone de Charles Binamé
- 2004: La Grande Séduction de Jean-François Pouliot
- 2005: Camping sauvage de Guy A. Lepage
- 2006: C.R.A.Z.Y. de Jean-Marc Vallée
- 2007: Bon Cop, Bad Cop de Kevin Tierney
- 2008: Les 3 p'tits cochons de Patrick Huard
- 2009: Cruising Bar 2 de Michel Côté y Robert Ménard
- 2010: De père en flic de Émile Goudreault
- 2011: Piché, entre ciel et terre de Sylvain Archambault
- 2012: Starbuck de Ken Scott
- 2013: Omerta de Luc Dionne
- 2014: Louis Cyr de Daniel Roby
- 2015: Mommy de Xavier Dolan
- 2016: La Guerre des tuques 3D

### Mejor actor
- 1999: Alexis Martin por August 32nd on Earth (Un 32 août sur terre)
- 2000: Gabriel Arcand por Post Mortem
- 2001: Paul Ahmarani por The Left-Hand Side of the Fridge (La Moitié gauche du frigo)
- 2002: Luc Picard por 15 février 1839
- 2003: Pierre Lebeau por Séraphin: Heart of Stone
- 2004: Serge Thériault por Gaz Bar Blues
- 2005: Roy Dupuis por Mémoires affectives
- 2006: Marc-André Grondin por C.R.A.Z.Y.
- 2007: Paul Ahmarani y Olivier Gourmet por Congorama
- 2008: Roy Dupuis por Shake Hands with the Devil
- 2009: Natar Ungalaaq por The Necessities of Life (Ce qu'il faut pour vivre)
- 2010: Sébastien Ricard por Dédé, à travers les brumes
- 2011: Claude Legault por 10½
- 2012: Gilbert Sicotte por The Salesman (Le Vendeur)
- 2013: Julien Poulin por Camion
- 2014: Antoine Bertrand por Louis Cyr
- 2015: Antoine Olivier Pilon por Mommy
- 2016: Gilbert Sicotte, Paul à Québec

### Mejor actriz
- 1999: Pascale Montpetit por Streetheart (Le Cœur au poing)
- 2000: Karine Vanasse por Emporte-moi
- 2001: Marie-Josée Croze por Maelström
- 2002: Élise Guilbault por La Femme qui boit
- 2003: Karine Vanasse por Séraphin: Heart of Stone
- 2004: Marie-Josée Croze por Las invasiones bárbaras
- 2005: Pascale Bussières por Ma vie en cinémascope
- 2006: Élise Guilbault por La Neuvaine
- 2007: Céline Bonnier por Délivrez-moi
- 2008: Guylaine Tremblay por Contre toute espérance
- 2009: Isabelle Blais por Borderline
- 2010: Anne Dorval por J'ai tué ma mère
- 2011: Lubna Azabal por Incendies
- 2012: Vanessa Paradis por Café de Flore
- 2013: Rachel Mwanza por War Witch
- 2014: Pierrette Robitaille por Vic et Flo ont vu un ours
- 2015: Anne Dorval por Mommy
- 2016: Céline Bonnier, La Passion d'Augustine

### Mejor actor de reparto
- 1999: Colm Feore por El violín rojo
- 2000: Julien Poulin por Le Dernier souffle
- 2001: David Boutin por Hochelaga
- 2002: Emmanuel Bilodeau por Un crabe dans la tête
- 2003: Luc Picard por Le Collectionneur
- 2004: Pierre Collin por La Grande Séduction
- 2005: Jean Lapointe por Le Dernier Tunnel
- 2006: Michel Côté por C.R.A.Z.Y.
- 2007: Gabriel Arcand por Congorama
- 2008: Réal Bossé por Continental, un film sans fusil
- 2009: Normand D'Amour por Tout est parfait
- 2010: Maxim Gaudette por Polytechnique
- 2011: Jean Lapointe por À l'origine d'un cri
- 2012: Émilien Néron por Profesor Lazhar
- 2013: Serge Kanyinda por War Witch
- 2014: Guillaume Cyr por Louis Cyr
- 2015: Pierre-Yves Cardinal, Tom à la ferme
- 2016: Irdens Exantus, Guibord s'en va-t-en guerre

### Mejor actriz de reparto
- 1999: Anne-Marie Cadieux por Le Cœur au poing
- 2000: Pascale Bussières por Emporte-moi
- 2001: Marie-Jo Thério por Full Blast
- 2002: Sylvie Drapeau por 15 février 1839
- 2003: Isabelle Blais por Québec-Montréal
- 2004: Clémence DesRochers por La Grande Séduction
- 2005: Brigitte Lafleur por Elles étaient cinq y Sylvie Moreau por Les Aimants
- 2006: Danielle Proulx por C.R.A.Z.Y.
- 2007: Fanny Mallette por Cheech
- 2008: Laurence Leboeuf por Ma fille, mon ange
- 2009: Angèle Coutu por Borderline
- 2010: Sandrine Bisson por 1981
- 2011: Dorothée Berryman por Cabotins
- 2012: Sophie Nélisse por Profesor Lazhar
- 2013: Sabrina Ouazani por Inch'allah
- 2014: Mélissa Désormeaux-Poulin por Gabrielle
- 2015: Suzanne Clément por Mommy
- 2016: Diane Lavallée por La Passion d'Augustine

### Mejor director
- 1999: François Girard por El violín rojo
- 2000: Louis Bélanger por Post Mortem
- 2001: Denis Villeneuve por Maelström
- 2002: André Turpin por Un crabe dans la tête
- 2003: Ricardo Trogi por Québec-Montréal
- 2004: Denys Arcand por Las invasiones bárbaras
- 2005: Francis Leclerc por Mémoires affectives
- 2006: Jean-Marc Vallée por C.R.A.Z.Y.
- 2007: Philippe Falardeau por Congorama
- 2008: Stéphane Lafleur por Continental, un film sans fusil
- 2009: Lyne Charlebois por Borderline
- 2010: Denis Villeneuve por Polytechnique
- 2011: Denis Villeneuve por Incendies
- 2012: Philippe Falardeau por Profesor Lazhar
- 2013: Kim Nguyen por War Witch
- 2014: Louise Archambault por Gabrielle
- 2015: Xavier Dolan por Mommy
- 2016: Léa Pool por La Passion d'Augustine